# Les Eyzies-de-Tayac-Sireuil
Les Eyzies-de-Tayac-Sireuil [lez‿ezi də tajak siʁœj] ist ein Ort und eine ehemalige Gemeinde mit 852 Einwohnern (Stand 1. Januar 2022) in Frankreich, im Département Dordogne und der Region Nouvelle-Aquitaine. Mit dem 1. Januar 2019 ging die Gemeinde in der Commune nouvelle Les Eyzies auf.

## Lage und Klima
Les Eyzies-de-Tayac-Sireuil liegt im Périgord noir im Tal des Flusses Vézère, ca. 46 km (Fahrtstrecke) südöstlich von Périgueux und ca. 22 km nordwestlich von Sarlat-la-Canéda. Die vor allem für ihre Weine bekannte Stadt Bergerac liegt 58 km südwestlich, die nächstgrößere Ortschaft mit sehr guter kommerzieller Infrastruktur ist das 11 km entfernte Le Bugue. Das Klima ist gemäßigt ozeanisch mit gemäßigten Wintern und warmen Sommern; Regen (ca. 850 mm/Jahr) fällt übers Jahr verteilt. Les Eyzies ist mit einem Ein-Wagon-Zug, dem TER der SNCF, also der Französischen Staatsbahn, erreichbar. Der kleine Bahnhof befindet sich zwischen Les Eyzies (La Gare des Eyzies) Hauptort und dem Weiler Tayac in 400 m Entfernung. Die nächstgelegenen Autobahnen sind die A89 (z,B, Anschlussstelle 16 Périgueux-Est oder 17 Thenon) und die A20 (erreichbar über Sarlat-la-Canéda Anschlussstelle 55 Souillac). Die drei Fernwanderwege GR6, GR36 und GR64 führen durch das Gemeindegebiet von Les Eyzies.

## Bevölkerungsentwicklung
| Jahr      | 1800 | 1851  | 1901  | 1954  | 1999 | 2016 | 2017  | 2022  |
| --------- | ---- | ----- | ----- | ----- | ---- | ---- | ----- | ----- |
| Einwohner | 936  | 1.347 | 1.192 | 1.028 | 909  | 824  | 1.104 | 1.124 |

Die Angaben der Jahre 2017 und 2022 wurden durch die Kommune Les Eyzies im zitierten Bulletin veröffentlicht. Die Reblauskrise im Weinbau, die zunehmende Mechanisierung der Landwirtschaft und die Aufgabe bäuerlicher Kleinbetriebe haben im 20. Jahrhundert zu einem Mangel an Arbeitsplätzen geführt, was wiederum die Abwanderung mehrerer Familien in die Städte zur Folge hatte (Landflucht).

## Wirtschaft
Über Jahrhunderte lebten die Menschen als Selbstversorger von der Landwirtschaft, zu der in hohem Maße auch die Viehzucht gehörte. Eines der wenigen handelbaren Güter war Holzkohle. Vom 16. bis zum 19. Jahrhundert war die herrschaftliche Schmiede (zugehörig den Herren des Château de Tayac) von Les Eyzies ein bekannter Begriff im Umland und Produzent von Gusseisen und Klinkern. Anfang des 19. Jahrhunderts wurde diese Produktion eingestellt und Teile der Gebäude als Destillerie und als Kaolinwerke zu deren Zerkleinerung genutzt. 1868 wurden beim Bau einer Straße zwischen dem heutigen Les Eyzies und dem Weiler Tayac fünf Skelette von Frühmenschen gefunden. Sie wurden später als die ersten Skelette der Cro Magnon-Menschen eingestuft. Seit den 1960er Jahren spielt auch der Tourismus eine Rolle, unterstützt durch das 1918 gegründete und 2004 erweiterte Nationalmuseum für Prähistorie. Die Entstehung von Hotels, Privatpensionen (franz. chambre d´hôtes), Ferienwohnungen (gîtes) und zahlreichen Restaurants beförderte diese wichtige Einnahmen-Quelle für die Gemeinde weiterhin.

## Geschichte
Die Region um Les Eyzies gilt als eines der kulturellen Zentren der Altsteinzeit, insbesondere des Jungpaläolithikums. Gruppen von Jägern und Sammlern streiften durch das Tal der Vézère. Sie lebten unter den Felsüberhängen, Abris genannt, nicht in den Höhlen, die den Malereien vorbehalten blieben (Abri Pataud, La Mouthe).
1905 wurde die frühere Gemeinde Tayac umbenannt in Les Eyzies-de-Tayac.
1973 wurde sie mit der früheren Gemeinde Sireuil als Commune associée vereinigt und hieß seitdem Les Eyzies-de-Tayac-Sireuil.
Der Erlass vom 17. Oktober 2018 legte mit Wirkung zum 1. Januar 2019 die Eingliederung von Les Eyzies-de-Tayac-Sireuil als Commune déléguée zusammen mit den früheren Gemeinden Manaurie und Saint-Cirq zur Commune nouvelle Les Eyzies fest.

## Sehenswürdigkeiten
Siehe auch: Liste der Monuments historiques in Les Eyzies-de-Tayac-Sireuil
Les Eyzies-de-Tayac-Sireuil ist bekannt für seine zahlreichen prähistorischen Stätten. Viele unter ihnen sind als UNESCO-Welterbe klassifiziert:
- Font-de-Gaume: bedeutende Höhle des Jungpaläolithikums mit Darstellungen von Tieren. Eine der letzten polychromen Malereien, die im Original besichtigt werden können. Der Eingang für Besichtigungen befindet sich direkt am Ortsausgang an der Straße nach Sarlat.[5]
- Abri de Cro-Magnon: Fundstätte des Cro-Magnon-Menschen. Sehr gute Einführung in die Prähistorie mit einem Audio-Guide.
- La Micoque (Gisement de la Micoque): hier gibt es zahlreiche Beispiele der Steinbearbeitung aus der Altsteinzeit.
- Abri Pataud: Die Besichtigung der Ausgrabungsstätte gibt einen Einblick in die verschiedenen Siedlungsepochen der Höhle. Der bedeutendste Gegenstand ist das Flachrelief eines Steinbocks, das die Decke der Höhle schmückt. Die lehrreiche Gestaltung der Fundstücke vermittelt einen Überblick über die Entwicklungsstufen der Vorzeitmenschen. Geologische und archäologische Erläuterungen.
- Laugerie-Basse, Laugerie-Haute: In diesen Höhlen fand man prähistorische Wohnplätze.
- Gorge d’Enfer: in diesem Seitental der Vézère befinden sich mehrere berühmte Fundplätze des Jungpaläolithikums. Es ist Ausgangspunkt für eine Wanderung. Die Höhlen und Galerien selbst liegen auf privatem Gelände und können seit einigen Jahren nicht mehr besichtigt werden.
- Les Combarelles:[6] Weitere bedeutende Höhle des Jungpaläolithikums, etwa 1 km vom Ortsausgang entfernt. In der Umgebung befinden sich außerdem mehrere Abris (Halbhöhlen) mit paläolithischen Fundstätten aus dem Magdalénien, darunter Abri Audi, Abri Chadourne, Gorge d’Enfer (mit dem Flachrelief eines Fisches an der Decke. Kann seit längerem nicht mehr besichtigt werden.).
- Grotte du Grand Roc, Tropfsteinhöhle
- Nationalmuseum für Urgeschichte (Musée National de la Préhistoire). Hier findet sich eine Sammlung der zahlreichen archäologischen Entdeckungen der ganzen Region.[7]
- PIP Pôle d´interprétation de la Préhistoire[8] – Mediathek und Kongresszentrum rund um die Themen der Prähistorie mit eigenen Ausstellungen und großem Sitzungssaal.
- Grotte de Bernifal[9] – Höhle mit Darstellungen aus dem Magdalénien, dem jüngsten Abschnitt des Jungpaläolithikums. In Privatbesitz. Die Familie der Besitzer führen Besichtigungen durch.

Tayac
Tayac ist Gründungsort der ersten neuzeitlichen Siedlung, früherer Namensgeber des Ortes und heute Weiler, 800 m entfernt vom Hauptortskern Les Eyzies. Den ersten Nachweis gab es durch die Ansiedlung eines Klosters von 15 Mönchen im 12. Jahrhundert.

Die Wehrkirche (Église forteresse) Saint Martin, gelegen in der Rue de Tayac im Ortsteil Tayac, ist ein außergewöhnliches Beispiel der Kirchen- und Wehrarchitektur des späten Mittelalters – d. h. aus der Zeit des Hundertjährigen Kriegs (1337–1453). Eine erste Kirche wurde an dieser Stelle um die Zeit von 1120 bis 1125 durch die Mönche von Paunat errichtet. Die Fassade wird von einem rechteckigen Glockengiebel (Clocher mur) mit darüber befindlichem Wehrgang dominiert; ein Vielpassbogen überspannt das mehrfach zurückgestufte romanische Archivoltenportal. Die Außenwände des Langhauses sind von kleinen schießschartenartigen Fenstern durchbrochen. Das östliche Ende wird ebenfalls von einem hochgelegenen Wehrgang überragt, an dessen Südseite sich ein Treppenturm befindet. Die Kirche ist seit dem Jahr 1895 als Monument historique anerkannt.

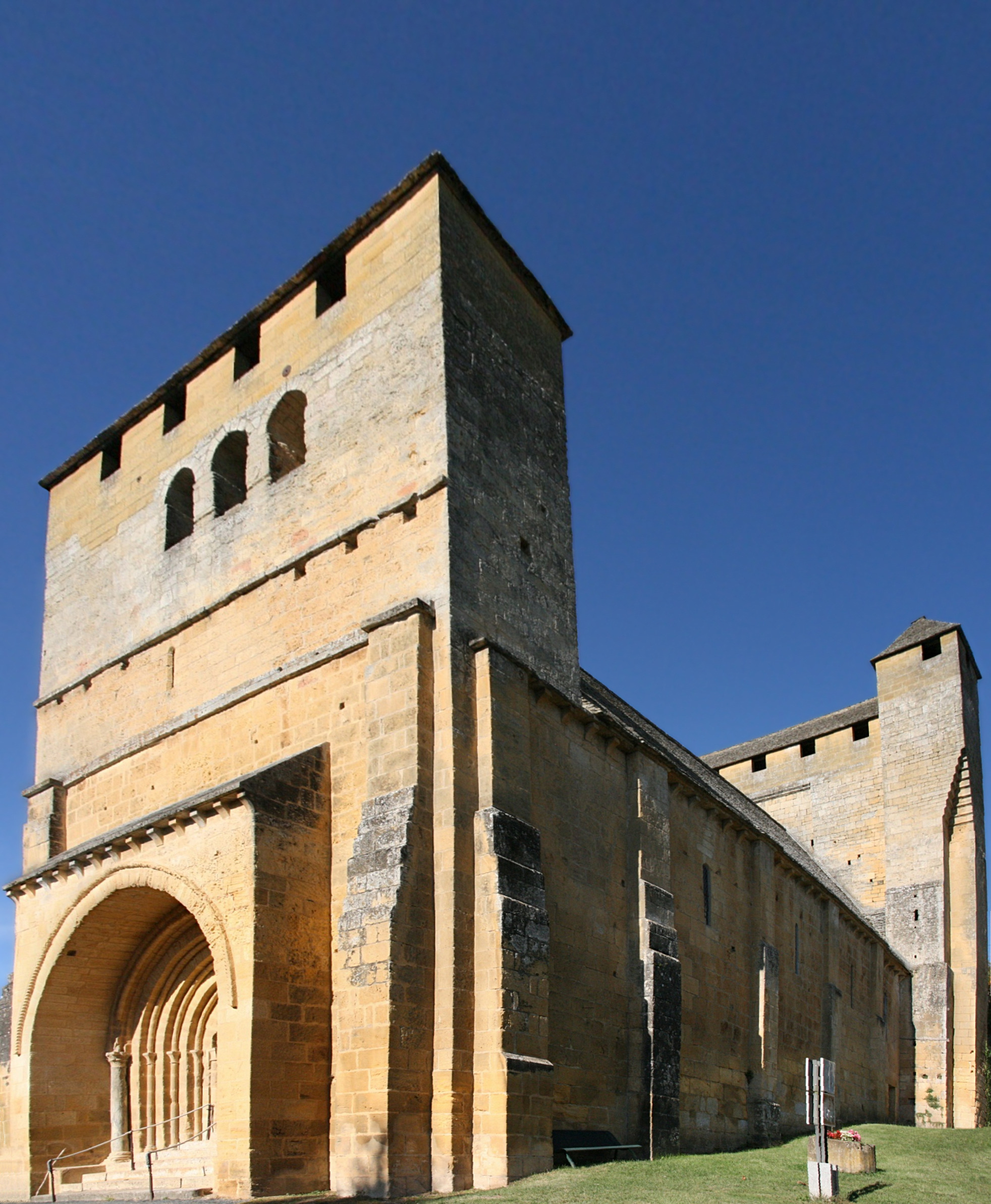
Wehrkirche von Tayac

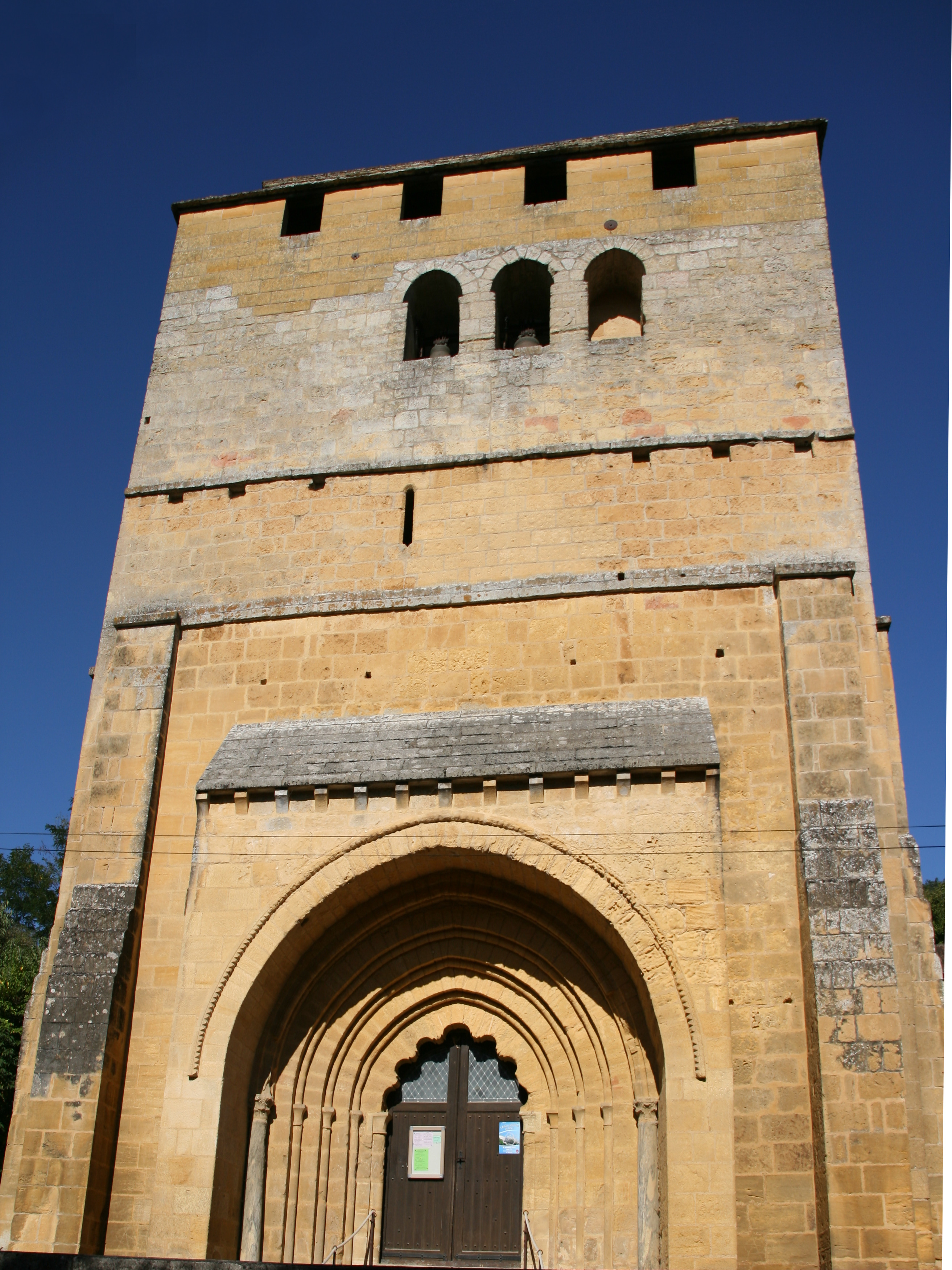
Tayac – Fassade der Wehrkirche
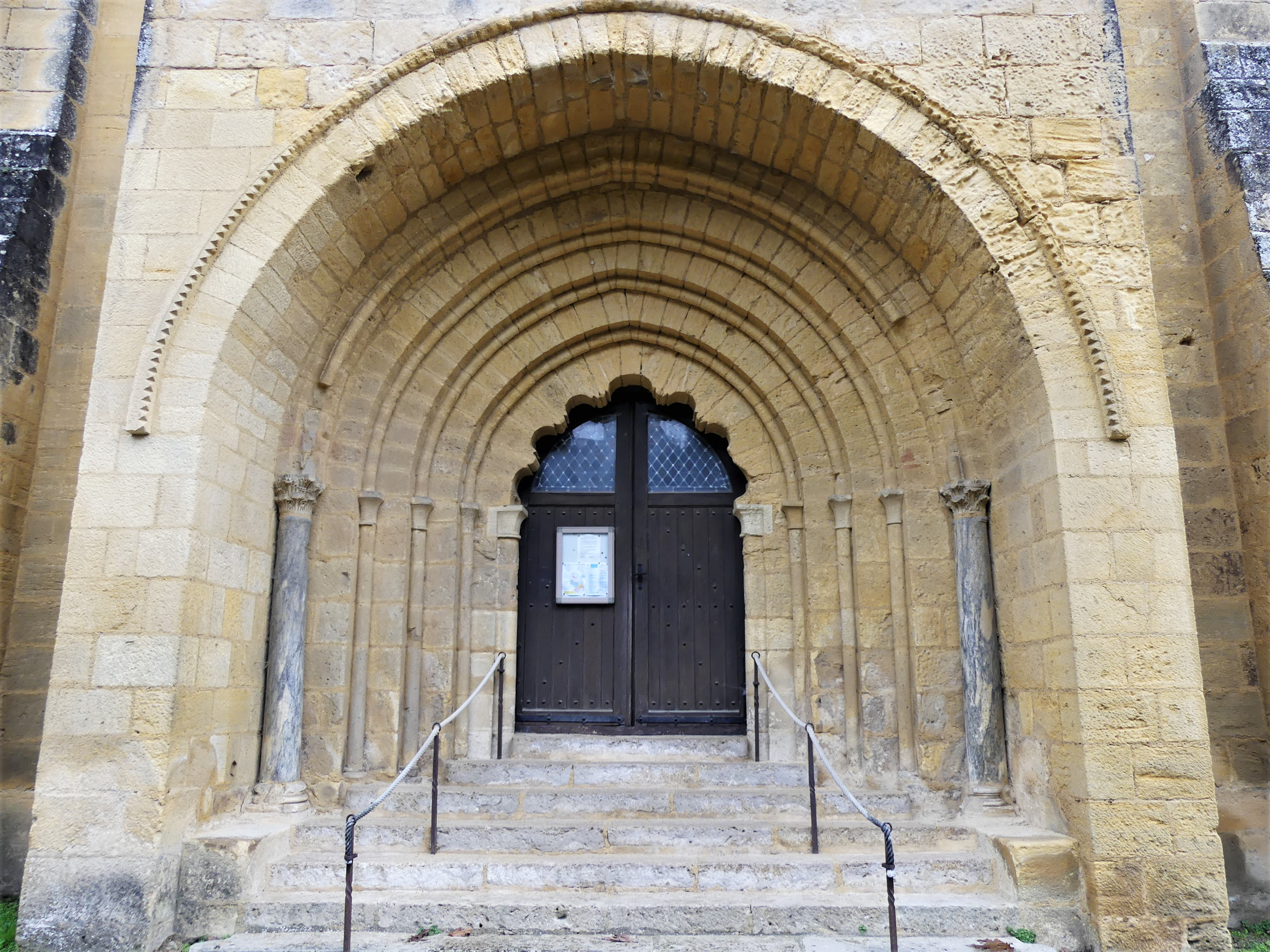
dto. – Portal
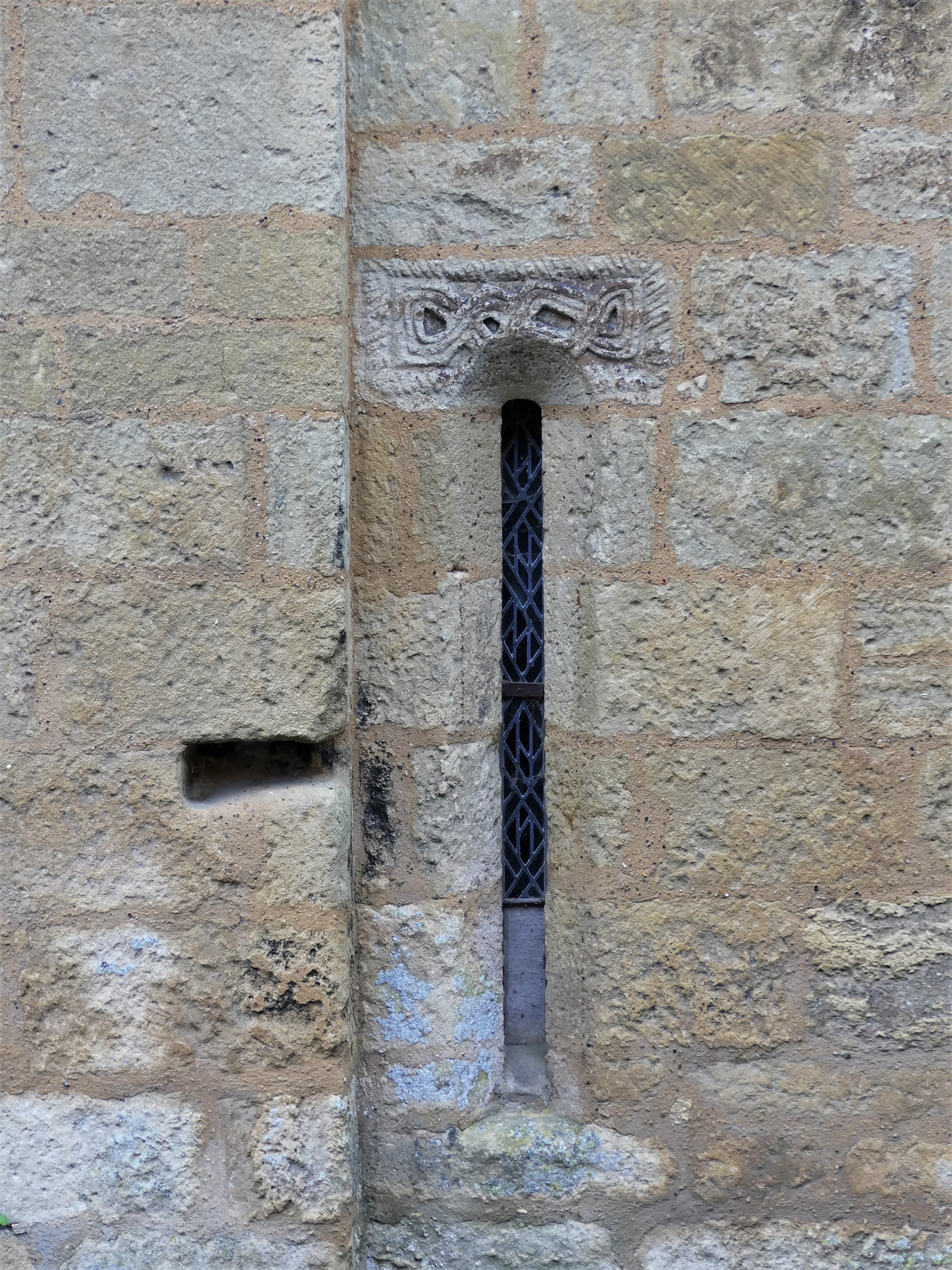
dto. Fenster mit Flechtwerkbogen
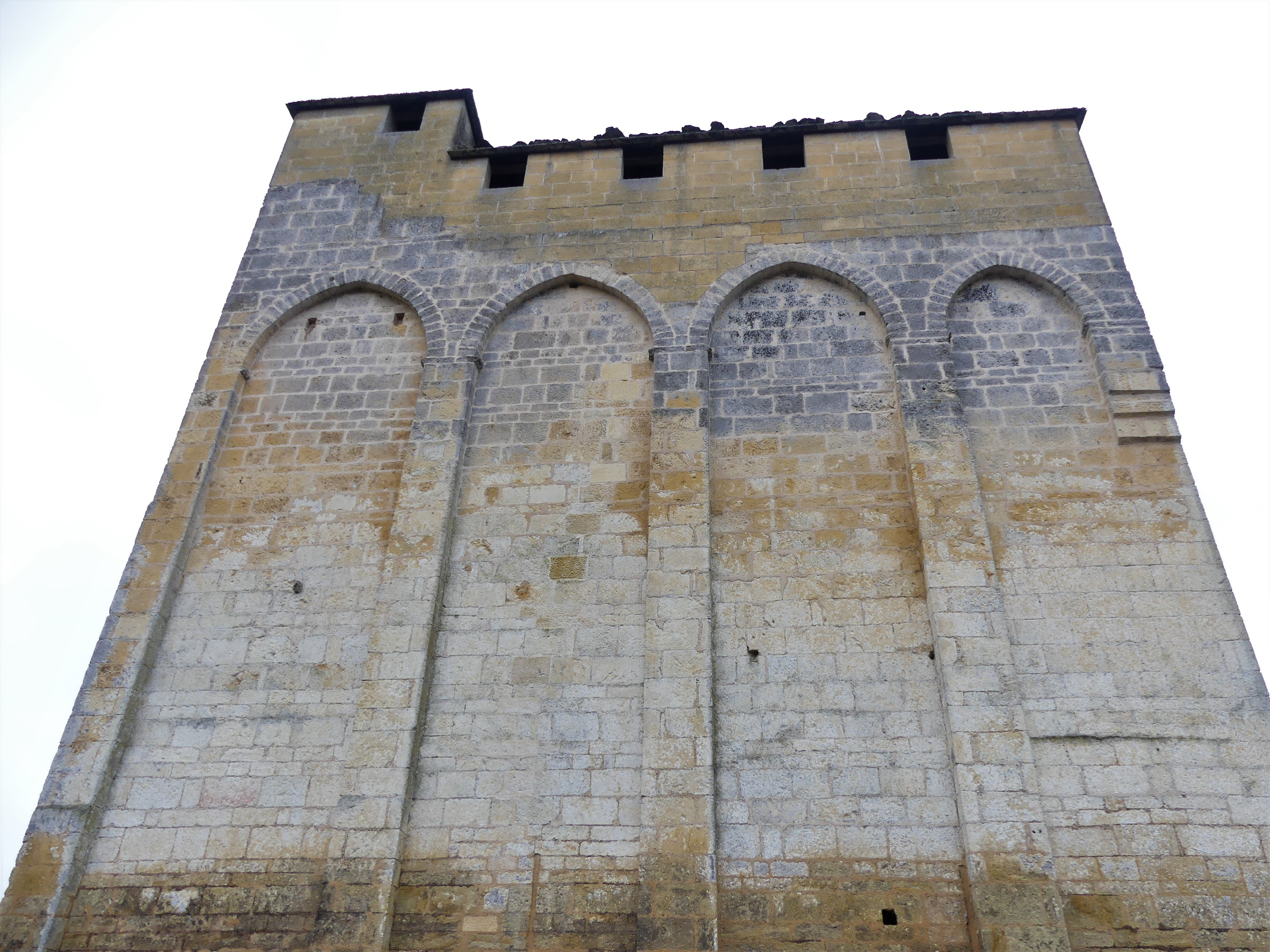
Ostseite
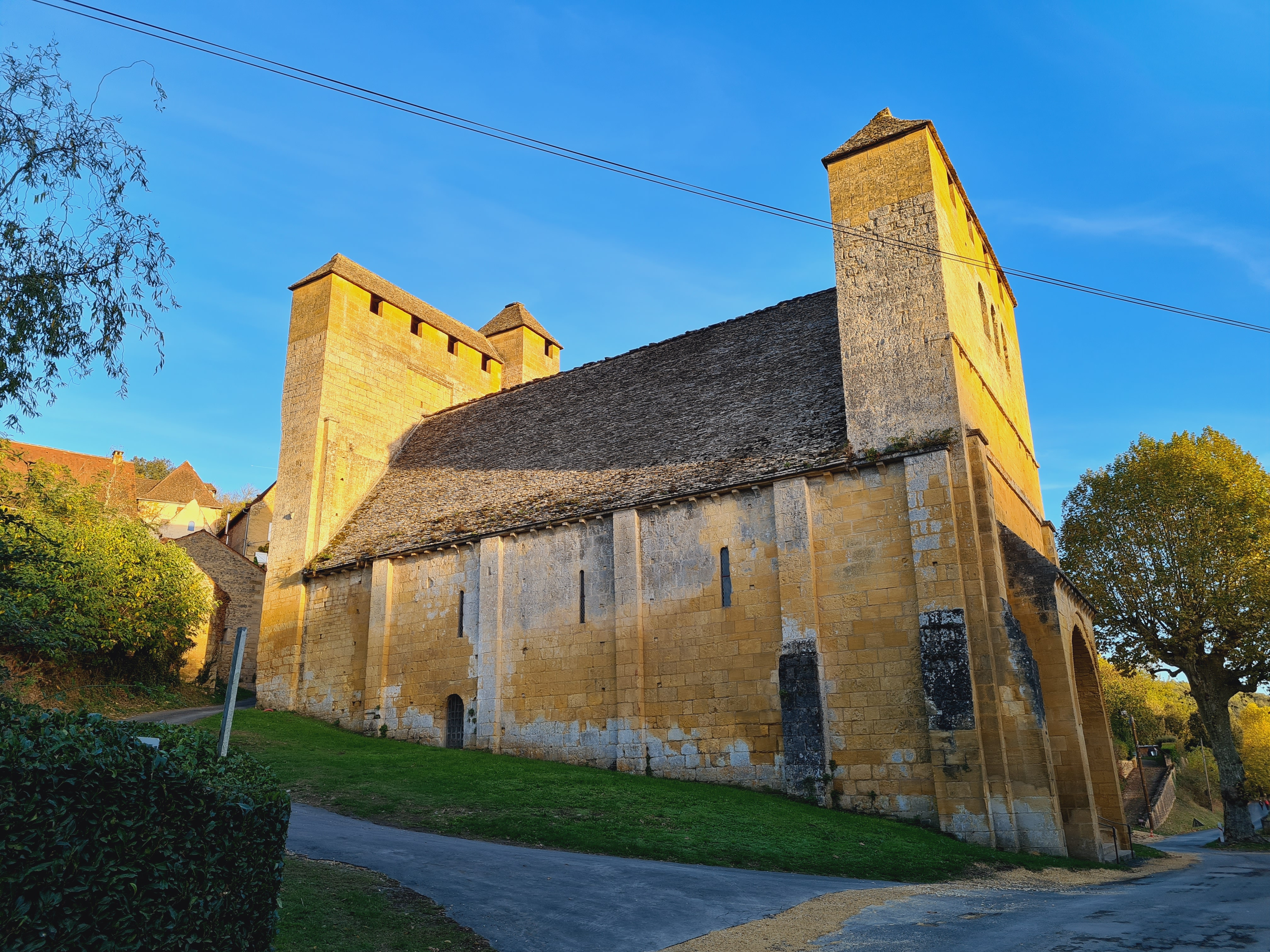
Westseite der Kirche Saint Martin im Weiler Tayac, Kommune Les Eyzies

Sireuil
Der Weiler wurde 1973 in die Kommune von Les Eyzies-de-Tayac aufgenommen. Er liegt etwas mehr als 6 km östlich von Les Eyzies und wurde durch die Replika der Vénus de Sireuil bekannt, die man hier 1900 fand. Mit dem 1. Januar 2019 ging der Weiler in die commune nouvelle des Eyzies ein.
Die im sehr kleinen Dorfkern stehende Église Saint-Marcel (auch genannt Saint-Martin de Sireuil, da sie unter Schirmherrschaft des Heiligen Martin stand, eines Pariser Bischofs des IV. Jahrhunderts), ist eine romanische Kirche mit polygonal gebrochener Apsis. Ein später eingebautes gotisches Portal befindet sich auf der Südseite. Während Apsis und Vierung eingewölbt sind, ist das Kirchenschiff nur mit einem offenen Dachstuhl bedeckt. Die Kirche ist seit dem April 1974 als Monument historique anerkannt.